# Cornuto
Cornuto era il nome popolare della moneta d'argento da mezzo-testone d'argento emesso in Piemonte tra la fine del XV secolo e l'inizio del XVI.
Era detto anche Cornabò, cioè "corna di bue" in piemontese. 
La moneta presentava al dritto il ritratto di un santo a cavallo ed al rovescio lo stemma ornato di cimiero.
Fu coniato a Torino e Vercelli dai Savoia, a Casale Monferrato dai marchesi di Monferrato, a Carmagnola dai marchesi di Saluzzo, a Masserano e Crevacuore dai Fieschi, nella zecca abbaziale di Montanaro dall'abate Bonifacio Ferrero e da altri feudatari. 
In Svizzera un cornuto fu coniato nel vescovato di Losanna da Sébastien di Monfaucon che fu vescovo al 1517 al 1536. Era in argento, senza data. Probabilmente fu coniato per i commerci con il Piemonte e la Savoia.
Le monete rovescio recavano uno scudo sormontato da un elmo con il cimiero a forma di aquila con le ali aperte. 
Le ali dell'aquila erano popolarmente dette corna, da cui il soprannome.
In alcuni casi il cimiero era ornato da corna di cervo.